# Chemin de fer Cartier
 (juillet 2012).
Si vous disposez d'ouvrages ou d'articles de référence ou si vous connaissez des sites web de qualité traitant du thème abordé ici, merci de compléter l'article en donnant les références utiles à sa vérifiabilité et en les liant à la section « Notes et références ».
Le chemin de fer Cartier (Cartier) est un chemin de fer canadien qui exploite 416 kilomètres (260 miles) de rails dans la province de Québec. C'est un chemin de fer privé, qui appartient à la compagnie Arcelor Mittal, anciennement Compagnie Minière Québec Cartier.
Le chemin de fer relie le gisement de fer de Fermont dans le nord-est du Québec, avec l'usine de transformation à Port-Cartier, sur le fleuve Saint-Laurent.
Le Cartier possède 26 locomotives, plus de 950 wagons pour le minerai, 300 wagons d'utilité, et d'autres pièces de manutentions. Le chemin de fer Cartier, comme les autres chemins de fer du nord-est du Québec, comme le Transport Ferroviaire Tshiuetin, le chemin de fer de la Côte-Nord et du Labrador et le chemin de fer Arnaud, sont isolés des autres chemins de fer de l'Amérique du Nord.

## Historique
En 1958, la United States Steel demanda à la Compagnie Minière Québec Cartier de construire une mine de fer dans le secteur Québec-Labrador, une bande de minerai de 40 km par 600 km qui coupe le bouclier Canadien. L'exploration minière permit aux géologues de découvrir de grandes quantités de minerai de fer à Lac Jeannine, à près de 300 km au nord de Port-Cartier. En 1959, Port-Cartier fut complété comme port de mer et prêt à recevoir les wagons utilisés pour l'exploitation du minerai. La construction sur 317 km de rail fut complétée le 19 décembre 1960, entre Port Cartier et Lac Jeannine. Le premier train de minerai de fer quitta Lac Jeannine le 16 décembre 1960. Le minerai fut déposé à Port Cartier, et le premier navire avec le chargement quitta le port le 5 juillet 1961.